# Avannaata Kommunia
Die Avannaata Kommunia ist eine grönländische Kommune mit einer Bevölkerung von etwa 10.900 Einwohnern und einer Fläche von 522.700 km². Der Kommunalsitz liegt in Ilulissat.

## Lage
Die Avannaata Kommunia umfasst den nordwestlichsten Teil Grönlands. Im Nordosten bildet der Petermann Gletsjer die Grenze zum Nordost-Grönland-Nationalpark. Im Süden grenzt nördlich des Fjords Eqaluit die Kommune Qeqertalik an. Der Sullorsuaq bildet eine Seegrenze zu selbiger. Innerhalb der Kommune befindet sich das Gemeindefreie Gebiet Pituffik.

## Geschichte
2016 wurde beschlossen, die Qaasuitsup Kommunia zum 1. Januar 2018 aufzulösen. Dabei erhielt die Avannaata Kommunia die nördlichen vier Distrikte der Qaasuitsup Kommunia, also die Distrikte Qaanaaq, Upernavik, Uummannaq und Ilulissat. Der Name der Kommune bedeutet übersetzt „Kommune des Nordens [Grönlands]“. Am 26. November 2024 stimmten die Bürger mehrheitlich für eine erneute Aufteilung der Gemeinde, die noch vom grönländischen Parlament beschlossen werden muss.

## Orte
Der Küstenlinie entlang von Norden nach Süden liegen folgende Orte in der Avannaata Kommunia:
| Ort                | Distrikt           | Einwohnerzahl (1. Januar 2022) |
| ------------------ | ------------------ | ------------------------------ |
| Siorapaluk         | Distrikt Qaanaaq   | 42                             |
| Qaanaaq            | Distrikt Qaanaaq   | 602                            |
| Qeqertat           | Distrikt Qaanaaq   | 28                             |
| Savissivik         | Distrikt Qaanaaq   | 51                             |
| Kullorsuaq         | Distrikt Upernavik | 456                            |
| Nuussuaq           | Distrikt Upernavik | 198                            |
| Ikerasaarsuk       | Distrikt Upernavik | 1                              |
| Nutaarmiut         | Distrikt Upernavik | 59                             |
| Tasiusaq           | Distrikt Upernavik | 270                            |
| Innaarsuit         | Distrikt Upernavik | 148                            |
| Naajaat            | Distrikt Upernavik | 41                             |
| Aappilattoq        | Distrikt Upernavik | 152                            |
| Upernavik          | Distrikt Upernavik | 1125                           |
| Kangersuatsiaq     | Distrikt Upernavik | 140                            |
| Upernavik Kujalleq | Distrikt Upernavik | 207                            |
| Ukkusissat         | Distrikt Uummannaq | 153                            |
| Saattut            | Distrikt Uummannaq | 255                            |
| Ikerasak           | Distrikt Uummannaq | 234                            |
| Uummannaq          | Distrikt Uummannaq | 1447                           |
| Qaarsut            | Distrikt Uummannaq | 161                            |
| Niaqornat          | Distrikt Uummannaq | 40                             |
| Saqqaq             | Distrikt Ilulissat | 151                            |
| Qeqertaq           | Distrikt Ilulissat | 120                            |
| Oqaatsut           | Distrikt Ilulissat | 42                             |
| Ilulissat          | Distrikt Ilulissat | 4737                           |
| Ilimanaq           | Distrikt Ilulissat | 47                             |
| Avannaata Kommunia | Avannaata Kommunia | 10.908                         |

## Politik

### Bürgermeister
- 2018–2025: Palle Jerimiassen (bis 2021 Siumut, von 2021 bis 2025 parteilos, ab 2025 Demokraatit)
- seit 2025: Lars Erik Gabrielsen (Siumut)

### Kommunalwahlergebnisse
| Wahl | Atassut | Demokraatit | Inuit Ataqatigiit | Naleraq | Nunatta Qitornai | Qulleq | Siumut |
| ---- | ------- | ----------- | ----------------- | ------- | ---------------- | ------ | ------ |
| 2017 | 16,8 %  | 6,8 %       | 16,2 %            | 10,9 %  | —                | —      | 49,3 % |
| 2021 | 12,2 %  | 9,6 %       | 17,1 %            | 12,2 %  | 2,2 %            | —      | 46,7 % |
| 2025 | 11,3 %  | 25,8 %      | 8,6 %             | 17,4 %  | —                | 0,5 %  | 36,4 % |

### Kommunalrat
Folgende Personen wurden 2025 in den Kommunalrat gewählt:
| Name                    | Partei | Partei            | Anmerkungen                               |
| ----------------------- | ------ | ----------------- | ----------------------------------------- |
| Aqqalu C. Jerimiassen   |        | Atassut           |                                           |
| Knud Kleemann           |        | Atassut           |                                           |
| Lena Ravn Davidsen      |        | Demokraatit       |                                           |
| Palle Jerimiassen       |        | Demokraatit       | beurlaubt; vertreten durch Niels Erik Bro |
| Heidi Møller            |        | Demokraatit       | 2. Vizebürgermeisterin                    |
| Karl Frederik Sandgreen |        | Demokraatit       |                                           |
| Mikivsuk Thomassen      |        | Inuit Ataqatigiit |                                           |
| Arnaq N. Eskildsen      |        | Naleraq           |                                           |
| Ole Møller              |        | Naleraq           |                                           |
| Jens Napaattooq         |        | Naleraq           | 1. Vizebürgermeister                      |
| Sakio Fleischer         |        | Siumut            |                                           |
| Lars Erik Gabrielsen    |        | Siumut            | Bürgermeister                             |
| Knud Kristiansen        |        | Siumut            |                                           |
| Paarnannguaq Mathiassen |        | Siumut            |                                           |
| Edvard Nielsen          |        | Siumut            |                                           |
| Ujuut Olsen             |        | Siumut            |                                           |
| Jakob Petersen          |        | Siumut            |                                           |

Grün hinterlegte Personen gehören der Koalition an.

## Wirtschaft
Die Avannaata Kommunia lebt vor allem von der Fischerei. Die bedeutendsten Fangprodukte sind Heilbutt, Krabben, Garnelen, Rogen und Kabeljau.
Ilulissat ist das Tourismuszentrum Grönlands, wo vor allem Erlebnistourismus angeboten wird. Eine besondere Touristenattraktion ist der Ilulissat-Eisfjord.

## Verkehr
Im Frühjahr friert das Eis in Nordgrönland zu, weswegen die Kommune in dieser Zeit nicht mit dem Schiff erreichbar ist. Von den Flughäfen in Qaanaaq, Upernavik, Qaarsut und Ilulissat aus werden die übrigen Städte und Dörfer angeflogen.

## Wappen
Das Wappen wurde von Maria Dorph gestaltet. Es ist blau mit einem diagonalen weißen Band. Im oberen linken Bereich befindet sich ein gelber vierzackiger Stern, der für ein gemeinsames Ziel steht, auf blauem Grund, welcher das Klima symbolisiert. Die vier Hunde auf dem weißen Band symbolisieren die vier Städte der Kommune sowie das Meereis. Die Hunde schauen sich an und stehen somit für die Zusammenarbeit. Im unteren rechten Bereich befindet sich ein Heilbutt auf blauem Grund. Der Fisch symbolisiert die wirtschaftliche Grundlage der Kommune und die blaue Farbe das Meer.